# Furket

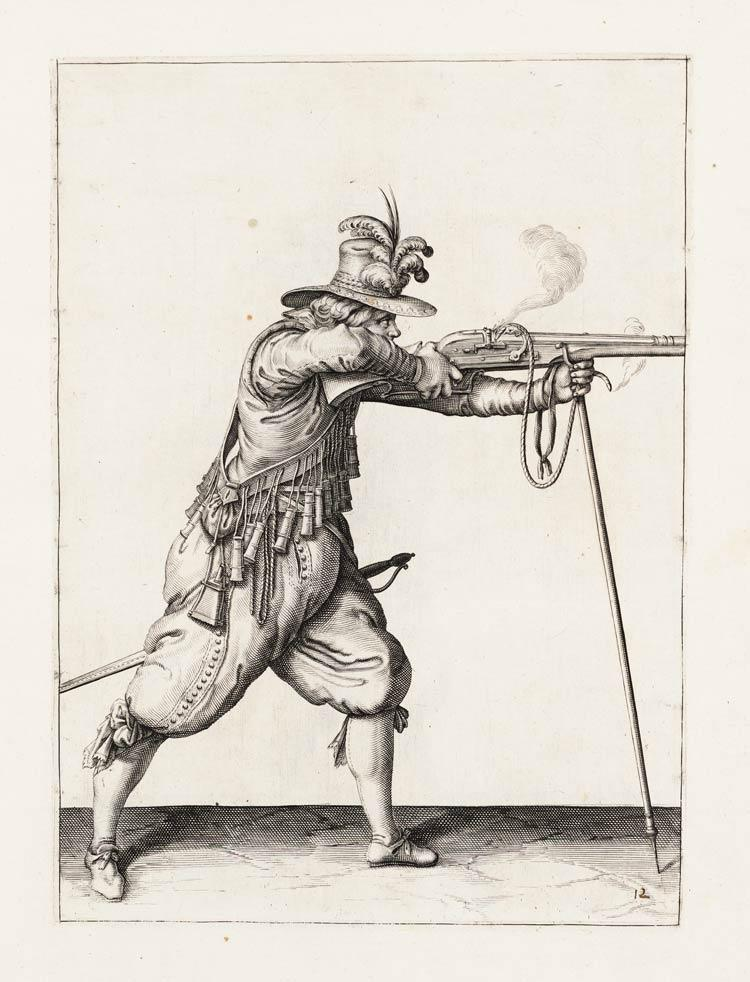
Musketier met musket en fourquet

Een rijk versierde musketgaffel uit de 17e eeuw, mogelijk gemaakt in Nederland. In 2015 bevond dit museumstuk zich in het Zweedse Skokloster.

Een furket (Frans: fourquet), steunvork of gaffel is een stok die gebruikt werd om een musket te ondersteunen tijdens het vuren. In de 17e eeuw waren musketten zo zwaar dat het onmogelijk was deze af te vuren zonder ondersteuning. Elke musketier had dan ook een fourquet om zijn wapen te ondersteunen. Door het lichter worden van de musketten werd deze stok uiteindelijk onnodig en verdween eind 17e eeuw.

## Wetenswaardigheden
Het wapen van de Zweedse plaats Sundsvall bevat twee gekruiste furketten,